# Поникве при Студенцу
Поникве при Студенцу (словен. Ponikve pri Studencu) је насељено место у општини Севница, Посавска регија, Словенија.

## Историја
До територијалне реорганизације у Словенији биле су у саставу старе општине Севница.

## Становништво
У попису становништва из 2011. године, Поникве при Студенцу су имале 71 становника.
| Број становника према пописима | Број становника према пописима | Број становника према пописима |
| ------------------------------ | ------------------------------ | ------------------------------ |
| 1991                           | 2002                           | 2011                           |
| 81                             | 69                             | 71                             |

Напомена: До 1953. исказивано под именом Поникве.